# Talon d'Achille
Cet article possède un paronyme, voir Achille Talon.
Cet article concerne l'expression « Talon d'Achille ». Pour l'article anatomique, voir Tendon d'Achille.
Pour les articles homonymes, voir Talon.
Un talon d'Achille est une faiblesse fatale  en dépit d'une grande force générale, pouvant mener à la perte. Bien que la référence mythologique se rapporte à une vulnérabilité physique, le talon d'Achille peut se référer de manière métaphorique à d'autres attributs qui peuvent mener à l'échec ou à la chute.

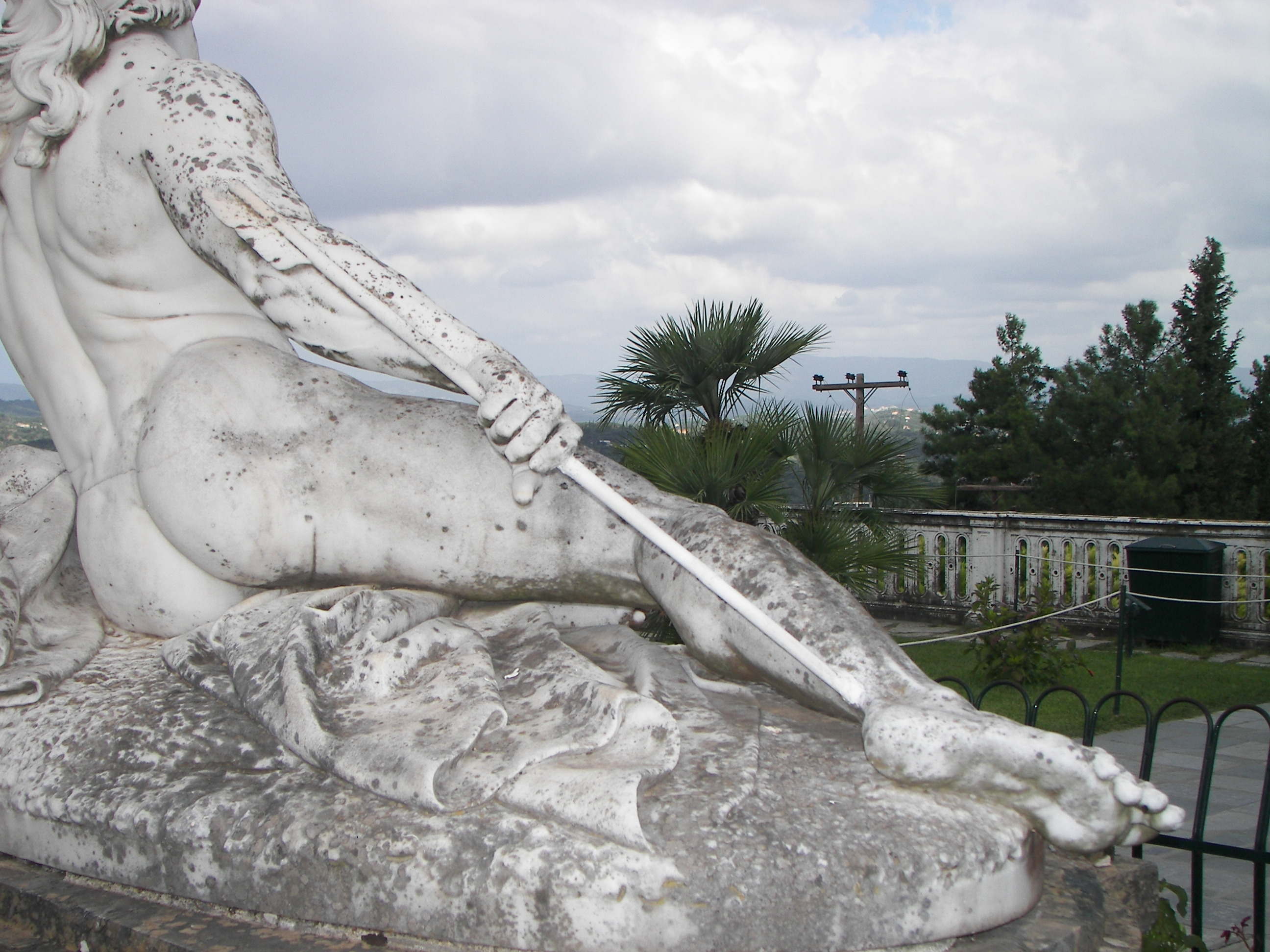
Détail sur le talon de la statue d'Achille à l'Achilleion, Corfou.

## Origine
D'après une légende dont la trace la plus ancienne date du Ier siècle, dans l'Achilléide de Stace, la mère d'Achille, la nymphe marine Thétis, avait plongé Achille enfant dans le fleuve des Enfers, le Styx, le tenant par le talon. Il devint ainsi invincible partout où l'eau avait été en contact avec sa peau, c’est-à-dire partout sauf au talon qui devint son point faible. C'est là que toucha la flèche de Pâris, guidée par Apollon, qui tua Achille lors de la guerre de Troie, dans une des versions du récit de cette mort.

## Utilisation de la métaphore
Bien que le récit soit ancien, il semble que le premier usage conservé de la métaphore (du moins en anglais) date de 1810, par Coleridge, et ait été appliqué à « l'Irlande, talon vulnérable de l'Achille britannique. ».